# Augusto Aristizábal Ospina
Augusto Aristizábal Ospina (* 26. Mai 1928 in Manizales; † 6. November 2004) war Bischof von Jericó.

## Leben
Augusto Aristizábal Ospina empfing am 31. Oktober 1954 die Priesterweihe. Paul VI. ernannte ihn am 2. Juni 1969 zum Weihbischof in Cali und Titularbischof von Ceramussa. 
Die Bischofsweihe spendete ihm der Erzbischof von Cali, Alberto Uribe Urdaneta, am 25. April desselben Jahres; Mitkonsekratoren waren Alfredo Rubio Diaz, Erzbischof von Nueva Pamplona, und Alfonso Uribe Jaramillo, Bischof von Sonsón-Rionegro.
Der Papst ernannte ihn am 29. Oktober 1977 zum Bischof von Jericó. Als Wahlspruch wählte er Omnia Propter Electos. Am 7. Oktober 2003 nahm Johannes Paul II. seinen altersbedingten Rücktritt an. 